# Chile nos Jogos Olímpicos
O Chile participou pela primeira vez dos Jogos Olímpicos na edição inaugural, em 1896, e mandou atletas para competirem na maioria dos Jogos Olímpicos de Verão e Inverno desde então.
Atletas chilenos ganharam um total de 13 medalhas nas Olimpíadas, com o tênis como esporte que mais deu medalhas.
O Comitê Olímpico Nacional do Chile foi criado em 1934.

## Medalhistas
| Medalha           | Nome | Jogos          | Esporte   | Evento                       |
| ----------------- | --- | -------------- | --------- | ---------------------------- |
| Medalha de prata  | Manuel Plaza | 1928 Amsterdã  | Atletismo | Maratona masculina           |
| Medalha de prata  | Óscar Cristi | 1952 Helsinque | Hipismo   | Saltos individual            |
| Medalha de prata  | Óscar Cristi Ricardo Echeverría César Mendoza | 1952 Helsinque | Hipismo   | Saltos por equipe            |
| Medalha de prata  | Marlene Ahrens | 1956 Melbourne | Atletismo | Lançamento de dardo feminino |
| Medalha de bronze | Claudio Barrientos | 1956 Melbourne | Boxe      | Peso galo                    |
| Medalha de prata  | Ramón Tapia | 1956 Melbourne | Boxe      | Peso médio                   |
| Medalha de bronze | Carlos Lucas | 1956 Melbourne | Boxe      | Peso meio-pesado             |
| Medalha de prata  | Alfonso de Iruarrizaga | 1988 Seul      | Tiro      | Skeet misto                  |
| Medalha de bronze | Seleção Chilena de Futebol Cristián Álvarez, Francisco Arrue, Pablo Contreras, Javier di Gregorio, Sebastián González, David Henríquez, Manuel Ibarra, Claudio Maldonado, Reinaldo Navia, Rodrigo Núñez, Rafael Olarra, Patricio Ormazábal, David Pizarro, Pedro Reyes, Mauricio Rojas, Nelson Tapia, Rodrigo Tello, Iván Zamorano | 2000 Sydney    | Futebol   | Torneio masculino            |
| Medalha de ouro   | Fernando González Nicolás Massú | 2004 Atenas    | Tênis     | Duplas masculino             |
| Medalha de ouro   | Nicolás Massú | 2004 Atenas    | Tênis     | Simples masculino            |
| Medalha de bronze | Fernando González | 2004 Atenas    | Tênis     | Simples masculino            |
| Medalha de prata  | Fernando González | 2008 Pequim    | Tênis     | Simples masculino            |

## Quadro de medalhas

### Jogos de Verão
| Jogos                 | Ouro           | Prata          | Bronze         | Total          |
| 1896 Atenas           | 0              | 0              | 0              | 0              |
| 1900 Paris            | não participou | não participou | não participou | não participou |
| 1904 St. Louis        | não participou | não participou | não participou | não participou |
| 1908 Londres          | não participou | não participou | não participou | não participou |
| 1912 Estocolmo        | 0              | 0              | 0              | 0              |
| 1920 Antuérpia        | 0              | 0              | 0              | 0              |
| 1924 Paris            | 0              | 0              | 0              | 0              |
| 1928 Amsterdã         | 0              | 1              | 0              | 1              |
| 1932 Los Angeles      | não participou | não participou | não participou | não participou |
| 1936 Berlim           | 0              | 0              | 0              | 0              |
| 1948 Londres          | 0              | 0              | 0              | 0              |
| 1952 Helsinque        | 0              | 2              | 0              | 2              |
| 1956 Melbourne        | 0              | 2              | 2              | 4              |
| 1960 Roma             | 0              | 0              | 0              | 0              |
| 1964 Tóquio           | 0              | 0              | 0              | 0              |
| 1968 Cidade do México | 0              | 0              | 0              | 0              |
| 1972 Munique          | 0              | 0              | 0              | 0              |
| 1976 Montréal         | 0              | 0              | 0              | 0              |
| 1980 Moscou           | não participou | não participou | não participou | não participou |
| 1984 Los Angeles      | 0              | 0              | 0              | 0              |
| 1988 Seul             | 0              | 1              | 0              | 1              |
| 1992 Barcelona        | 0              | 0              | 0              | 0              |
| 1996 Atlanta          | 0              | 0              | 0              | 0              |
| 2000 Sydney           | 0              | 0              | 1              | 1              |
| 2004 Atenas           | 2              | 0              | 1              | 3              |
| 2008 Pequim           | 0              | 1              | 0              | 1              |
| 2012 Londres          | 0              | 0              | 0              | 0              |
| 2016 Rio de Janeiro   | 0              | 0              | 0              | 0              |
| Total                 | 2              | 7              | 4              | 13             |

### Medalhas por esporte
| Jogos     | Ouro | Prata | Bronze | Total |
| Tênis     | 2    | 1     | 1      | 4     |
| Atletismo | 0    | 2     | 0      | 2     |
| Hipismo   | 0    | 2     | 0      | 2     |
| Boxe      | 0    | 1     | 2      | 3     |
| Tiro      | 0    | 1     | 0      | 1     |
| Futebol   | 0    | 0     | 1      | 1     |
| Total     | 2    | 7     | 4      | 13    |